# 고난정 (가가와현)
고난정(일본어: 香南町)은 일본 가가와현 가가와군에 있던 정이다. 다카마쓰 공항이 경영하고 있다.
2006년 1월 10일 다카마쓰시에 편입되어 소멸하였다.

## 인구
- 1960년 6,577명
- 1965년 6,119명
- 1970년 5,931명
- 1975년 6,206명
- 1980년 6,658명
- 1985년 7,045명
- 1990년 7,257명
- 1995년 7,792명
- 2000년 8,017명
- 2005년 7,991명
- 2010년 7,748명
- 2015년 7,468명

## 역사
- 1956년 9월 30일 - 가가와군 유사촌, 이케니시촌이 합병해 고난정이 성립하였다.
- 2006년 1월 10일 - 다카마쓰시에 편입합병되었다.

## 교통

### 공항
- 다카마쓰 공항

### 도로
- 국도 제193호선 (일본)(일본어판)

## 참고 문헌
- 角川日本地名大辞典編纂委員会, 『角川日本地名大辞典 43 香川県』, 1985, 角川書店